# Trebula Suffenas
Trebula Suffenas ou Trebula Suffenes ou Tretebula (en grec: Τρήβουλα) était une ancienne cité des Èques, l'une des deux portant le nom de Trebula (l'autre étant Trebula Mutuesca). Le site archéologique est situé au sud-est de Tivoli, dans la commune de Ciciliano (ville métropolitaine de Rome Capitale dans le Latium),.

## Historique
Pline l'Ancien mentionne les deux cités sabines nommées Trebula : Trebulani qui cognominantur Mutuscaei, et Trebulani qui Suffenates .Trebula Suffenas était le centre administratif d'un vaste territoire (ager Trebulanus) qui s'étendait le long de la Via Empolitana (reliant Tivoli à Ciciliano), la vallée de Giovenzano et la moyenne vallée de l'Aniene.
Trebula Suffenas était une ville des Suffenates, des italiques de la branche des Èques
Des matériaux appartenant à l'époque paléolithique et néolithique ont été retrouvés sur place. Par la suite, certaines sources rapportent que la région, à l'âge du bronze et à l'énéolithique, est devenue un centre d'approvisionnement en eau, puis à l'âge du fer, elle a été affectée par des pistes de moutons qui remontaient à Tibur et Préneste.
À l'époque romaine, elle fut annexée à Rome en raison des voies romaines vers les régions d'Èques et devint un municipe au Ier siècle. La ville était tenue par 2 meddiss, qui furent plus tard appelés duumvir par les Romains.
Au début du Moyen Âge les Suffenates se trouvaient autour de l'oppidum de Caecilianum (l'actuelle Ciciliano) formant plusieurs communautés qui existèrent jusqu'au début du XIIe siècle, époque où Rome ne pouvant plus tolérer leurs visées expansionnistes les détruisirent. Par la suite la ville ne fut jamais reconstruite au profit de la nouvelle construction romaine de Tivoli.

## Site archéologique
Le site archéologique raconte l'histoire d'une ancienne population italique : les Èques . Il se situe dans le complexe de la Villa Manni et comprend un forum, des thermes, trois voies romaines en basalte, des mosaïques et les vestiges d'un temple